# 藤村新一
藤村 新一（ふじむら しんいち、1950年（昭和25年）5月4日 - ）は、日本の元考古学研究者。特定非営利活動法人「東北旧石器文化研究所」元副理事長。
発掘に携わった遺跡から次々と新たな発見を行ったことから「神の手（ゴッドハンド）」と呼ばれ、脚光を浴びたが、2000年11月5日の毎日新聞朝刊での報道を皮切りに旧石器捏造事件が発覚。この事件は日本考古学協会が「社会的な信用を大きく失墜させた」とするほどの問題となり、国内外に大きな衝撃を与えた人物として知られる。捏造発覚後再婚し、妻の苗字を名乗っているため、藤村は旧姓である。宮城県出身。

## 来歴
1950年、加美郡中新田町（現在の加美町）生まれ。子供時代に土器を拾い、古代に憧れを持つ。仙台育英高等学校卒業後、東北電力子会社の東北計器工業へ就職。工員時代に考古資料に興味を持つようになり、休日を利用して石器収集を始め、1973年には論文(『宮城県古川市馬場壇発見の文字瓦』)において線刻文字瓦を資料紹介した。翌1974年（昭和49年）以降は、江合川流域の石器を中心とした踏査を始め、1975年（昭和50年）にはこの時の仲間を主力とする石器文化談話会が結成され、石器探しの名人として活動した。発見効率が驚異的に高いことから、仲間内では「神の手」の異名を馳せた。
日本の旧石器時代史の争点であった前期・中期旧石器時代の遺跡を「発見」し、1992年（平成4年）には民間の東北旧石器文化研究所設立に参加、同年9月、在野の考古学研究者を対象にした相沢忠洋賞（第1回）を受賞（事件後返上）した。また、1995年（平成7年）には東北旧石器文化研究所も同賞（第4回）を受賞（事件後返上）した。秩父原人の遺構を発見した功績により、埼玉県知事より表彰もされた（のちにこれも捏造と発覚）。1999年（平成11年）に会社を退職し、同研究所職員となる。同研究所は2000年（平成12年）8月には、特定非営利活動法人として認証（2004年1月解散）され、副理事長として活動した。
後述の捏造事件発覚まで、藤村は旧石器時代の上限を十万年単位で遡らせるとされた発見・研究報告を次々とあげ、日本の前期・中期旧石器時代研究のトップグループの一人と見なされていた。

## 旧石器捏造事件
発見効率のあまりの良さや発見の様態が不自然であるとする意見、藤村をはじめとする東北旧石器文化研究所の「業績」への疑義等は元からあったが、学会では少数派であり、考古学界はこうした意見をほとんど軽視、または傍観してきた。藤村が所属する団体の調査結果に疑念を抱く考古学関係者もいたが、そのことを指摘する人は少なかった。
発掘現場での藤村の不審な行動に疑念を持った人からの情報提供に基づき、毎日新聞北海道支社がチームを編成しての取材に着手した。発掘の現場に張り込みを行い、藤村があらかじめ石器を遺跡に埋め込み、仕込む様子を撮影することに成功した。その後、本人への直接の取材と捏造の確認を経て、2000年11月5日の朝刊で報じた。これが発端となり、それまでの業績のほとんどが捏造であることが判明し、日本からは確実といえる前期・中期旧石器時代の遺跡が消滅した。このため、過去四半世紀に及ぶ日本の前期・中期旧石器時代研究のほとんどが価値を失い、周知の遺跡（埋蔵文化財包蔵地）の抹消・検定済教科書の再改定など、多大な影響が生じた。藤村が捏造にかかわった遺跡は宮城県が中心であったが、調査の指導などで呼ばれた北海道から関東地方まで広い範囲の遺跡で捏造を行っていた。なお、日本考古学協会による調査の結果、藤村が関与したとされる遺跡は判明しているだけで60か所以上にのぼり、その多くで捏造が行われたと結論付けられた。
藤村に対する告発も検討されたが、現行法では罪に問うのは難しいとして見送られた。2003年（平成15年）に福岡県の考古学者が偽計業務妨害の疑いで告発したが、仙台地方検察庁は証拠不十分として不起訴処分にした。
事件後、藤村は松島町の瑞巌寺の修行専門道場に11月末まで数週間滞在。その後は福島県の精神病院にしばらく入院していたが、病状を理由に入院先の詳細は公開されなかった。またこれまで戸沢充則（明治大学名誉教授、日本考古学協会特別委員〈当時〉）が面会して捏造事件を引き起こした理由その他について告白を得た他は、病状悪化を理由に面会謝絶の状態が続いていた。2001年（平成13年）2月には妻と離婚。家族は事件を原因として激しい嫌がらせを受けていたという。事件後に解離性同一性障害を発症し、障害者認定を受ける。一方、2003年に入院先で知り合った女性と再婚している。また、右手の人差し指・中指を斧で自ら切断した。
藤村によると、「功名心から捏造を始めたものの、『神の手』などともてはやされるようになり、プレッシャーから捏造を続けてしまった」とのことである。さらに、当初捏造は一部と思われていたが、捏造の範囲が相当に広いことが判明し、世論は厳しさを増した。
後に福島県の障害者就労支援のNPOに勤務した。
2010年の取材で、捏造に関する記憶は事件後の精神疾患により残っていない旨を述べている。当時の関係者らとの連絡も絶っているという。2019年の取材でも事件のことについては「忘れた」とし、「思い出そうとすると気持ち悪くなる」と語っている。

## 評価と影響
藤村事件は、日本考古学の手法に大きな転機をもたらした。この事件を契機に、日本考古学協会は再発防止のための調査体制の整備に着手し、発掘調査における客観的で科学的な検証の強化や、地質学など他分野との連携による多層的な分析の重要性が再認識された。

## 受賞
- 1992年9月15日 第1回相沢忠洋賞（2000年11月12日返納）

## 著作物
- 藤村新一「掘って掘って考古学の通説を覆した男 私には50万年前の地形が見える」『現代』第34巻第11号、講談社、2000年11月、112-119頁、NDLJP:3367641。
- 栗島義明・藤村新一・野崎貴宮「興奮対談 秩父原人に出遭った日」（『正論』333号、2000年5月) 250-260頁
- 梶原洋, 藤村新一, 鎌田俊昭「科学の目 世界最古の石器埋納遺構 日本最古の石器群:上高森遺跡での新発見」『科学』第70巻第3号、岩波書店、2000年3月、163-165頁、CRID 1520010381012743296、ISSN 00227625、国立国会図書館書誌ID:5257536。
- 藤村新一・鎌田俊昭・梶原洋ほか 「<速報>上高森遺跡第4次調査について」（『月刊考古学ジャーナル』440号、1999年1月) 22-25頁
- 藤村新一・鎌田俊昭・横山裕平ほか「祭祀遺跡紹介 宮城県築館町上高森遺跡発見の石器埋納遺構--世界最古の祭祀遺構」（『祭祀考古学』1号、1997年) 81-83頁

## 関連書籍・参考文献
- 毎日新聞旧石器遺跡取材班編『発掘捏造』（新潮社、2003年）ISBN 4-10-146823-0
- 毎日新聞旧石器遺跡取材班編『古代史捏造』（新潮社、2003年） ISBN 4-10-146824-9
- 捏造発覚直前の半生記：藤村新一「私には50万年前の地形が見える」（『月刊現代』2000年11月号） pp.112-119
- 奥野正男『神々の汚れた手―旧石器捏造・誰も書かなかった真相』（梓書房、2004年） ISBN 4870352214
  - 日本考古学協会報告では捏造を行ったのは藤村新一単独だとされているが、実は共犯者がいたとして告発したもの。
- 岡村道雄『旧石器遺跡「捏造事件」』（山川出版社、2010年10月） ISBN 978-4634150089
- 竹岡俊樹『考古学崩壊-前期旧石器捏造事件の深層』（勉誠出版、2014年） ISBN 978-4585220916

## 関連作品
- 地の塩 – 2014年にWOWOWの連続ドラマWで放送されたフィクションドラマ。前期旧石器発掘をめぐる捏造をテーマにしており、主人公の行動は藤村事件を下敷きとしている[11]。
- 石の虚塔─発見と捏造、考古学に憑かれた男たち – 上原善広著のノンフィクション書籍。事件の内幕と関係者の心理を文学的手法で描き、創作的要素を含む作品である[12]。
- 発掘狂騒史─「岩宿」から「神の手」まで – 上原善広著の日本考古学史ノンフィクション。藤村事件を含む前期旧石器研究の盛衰を描く作品である[13]。

## 関連文献
- 前・中期旧石器問題調査研究特別委員会 編『前・中期旧石器問題の検証』日本考古学協会〈全625頁〉、2003年5月。国立国会図書館書誌ID:000004156938。